# レグナ・ベルデシア
レグナ・ベルデシア・ロドリゲス（Legna Verdecia Rodriguez 1972年10月29日- ）はキューバのグランマ州出身の柔道選手。階級は52kg級。身長154cm。

## 人物
1990年の世界ジュニアでは48キロ級で金メダルを獲得した。翌年の世界選手権では谷亮子に敗れ3位だった。その後52キロ級に階級を上げると、1992年バルセロナオリンピックでは初戦で敗れるも、1993年の世界選手権で優勝を飾った。さらに1995年の世界選手権では3位、1996年アトランタオリンピックでは銅メダル、1999年の世界選手権では2位、2000年シドニーオリンピックでは金メダル、2001年の世界選手権では3位になるなど、長年にわたってトップレベルの選手として活躍した。楢崎教子には対戦成績で大きく負け越していたが、アトランタ、シドニーの両オリンピックでは勝っている。小柄な選手ではあったが、しゃがみこんでの袖釣込腰や双手刈に威力を発揮していた。

## 主な戦績
48kg級での戦績
- 1988年 - パンナム選手権　優勝
- 1989年 - ブルガリア国際　2位
- 1989年 - 世界選手権　5位
- 1990年 - 世界ジュニア　優勝
- 1990年 - パンナム選手権　優勝
- 1991年 - フランス国際　2位
- 1991年 - ブルガリア国際　優勝
- 1991年 - ドイツ国際　優勝
- 1991年 - 世界選手権　3位
- 1991年 - パンアメリカン競技大会　優勝

52kg級での戦績
- 1992年 - フランス国際　3位
- 1992年 - ブルガリア国際　優勝
- 1992年 - ドイツ国際　3位
- 1992年 - パンナム選手権　3位
- 1993年 - フランス国際　3位
- 1993年 - 世界選手権　優勝
- 1993年 - 福岡国際　優勝
- 1994年 - フランス国際　優勝
- 1994年 - オーストリア国際　優勝
- 1994年 - ドイツ国際　2位
- 1994年 - パンナム選手権　3位
- 1994年 - 福岡国際　優勝
- 1995年 - ミキハウスカップ団体戦　優勝
- 1995年 - オーストリア国際　優勝
- 1995年 - ドイツ国際　優勝
- 1995年 - パンアメリカン競技大会　優勝
- 1995年 - ユニバーシアード　3位
- 1995年 - 世界選手権　3位
- 1995年 - 福岡国際　2位
- 1996年 - フランス国際　3位
- 1996年 - オーストリア国際　優勝
- 1996年 - ドイツ国際　3位
- 1996年 - アトランタオリンピック　3位
- 1996年 - パンナム選手権　2位
- 1996年 - アメリカ国際　優勝(56kg級)
- 1997年 - ワールドカップ国別団体戦　優勝
- 1997年 - フランス国際　2位
- 1997年 - オーストリア国際　3位
- 1997年 - ドイツ国際　3位
- 1997年 - パンナム選手権　優勝
- 1997年 - 世界選手権　7位
- 1998年 - フランス国際　優勝
- 1998年 - オーストリア国際　優勝
- 1998年 - ドイツ国際　優勝
- 1998年 - オランダ国際　優勝
- 1998年 - ワールドカップ国別団体戦　優勝
- 1998年 - パンナム選手権　優勝
- 1999年1月 - 福岡国際　2位
- 1999年 - フランス国際　優勝
- 1999年 - オーストリア国際　優勝
- 1999年 - ドイツ国際　優勝
- 1999年 - ユニバーシアード　優勝
- 1999年 - パンアメリカン競技大会　優勝
- 1999年 - 世界選手権　2位
- 1999年12月 - 福岡国際　2位
- 2000年 - オーストリア国際　優勝
- 2000年 - ドイツ国際　優勝
- 2000年 - ポーランド国際　優勝
- 2000年 - シドニーオリンピック　優勝
- 2001年 -  世界選手権　3位